# Kaj Janérus
Kaj Janérus, född 4 augusti 1933 i Karlshamn, död 23 oktober 2008 i Norrköpings Borgs församling, var en svensk sjökapten och generaldirektör och chef för Sjöfartsverket.
Kaj Janérus tjänstgjorde i handelsflottan 1949–1963 och avlade sjökaptensexamen 1957. Han var skeppningschef vid Mörrums bruk 1963–1965, anställd vid Sveriges redareförening 1965–1975 samt arbetade vid Salénrederierna som sjöpersonalchef 1975–1977 och driftdirektör 1977–1980.
Janérus var generaldirektör och chef för Sjöfartsverket 1981–1995.